# Третьяков Анатолій Тихонович
Анато́лій Ти́хонович Третьяко́в (21 червня 1899, село Сормово Балахнінського повіту Нижньогородської губернії, тепер у складі міста Нижнього Новгороду, Російська Федерація — 19 липня 1978, місто Москва, тепер Російська Федерація) — радянський діяч, один з організаторів авіаційної промисловості в СРСР, директор авіаційних заводів. Депутат Верховної Ради СРСР 2-го скликання. Герой Соціалістичної Праці (8.09.1941).

## Життєпис
Народився в багатодітній родині робітника (коваля та прокатника) Сормовського суднобудівного заводу. У 1913 році закінчив двокласне училище.
З 1913 року працював на Сормовському заводі: спершу возив торф, а після закінчення середніх технічних курсів став копіювальником та креслярем. У 1916—1917 роках — кресляр аерохімічного заводу в Москві. Одночасно навчався в технічному училищі Московського технічного товариства.
У 1918 році працював старшим розмітником Сормовського заводу. З 1918 року навчався в Нижньогородському державному університеті.
З 1919 до 1922 року добровольцем служив у Червоній армії, учасник громадянської війни в Росії.
У 1922—1924 роках — інженер у Вищій раді народного господарства СРСР у Москві.
У 1924 році поступив на Державний авіаційний завод № 1, де працював креслярем, технологом, плановиком, диспетчером, конструктором, провідним інженером, заступником начальника цеху, начальником планового відділу, начальником виробництва, головним інженером заводу. У лютому 1941 року призначений директором авіаційного заводу № 1 Народного комісаріату авіаційної промисловості СРСР міста Москви. Член ВКП(б) з 1941 року.
8 вересня 1941 року Третьякову присвоєно звання Героя Соціалістичної праці «за видатні досягнення в галузі організації та здійснення серійного виробництва нових типів бойових літаків» (за освоєння випуску штурмовика «Іл-2»).
З жовтня 1941 по липень 1944 року — директор Московського авіаційного заводу № 1, який був евакуйований до міста Куйбишева (нині Самара). Одночасно очолював авіаційний завод № 122, який тільки будувався і потім став Куйбишевським авіаційним заводом імені Сталіна. Під керівництвом Третьякова у період німецько-радянської війни було освоєно виробництво штурмовиків «Іл-2» та бомбардувальників «Ту-2».
З липня 1944 до 1947 року — директор Московського авіаційного заводу № 23, який розташовувався у Філях під Москвою.
З 1947 року працював на різних керівних посадах в авіаційній промисловості СРСР.
Потім — персональний пенсіонер у Москві.
Помер 19 липня 1978 року в Москві. Похований на Кунцевському цвинтарі Москви.

## Звання
- генерал-майор авіаційної служби

## Нагороди
- Герой Соціалістичної Праці (8.09.1941)
- два ордени Леніна (8.09.1941, 16.09.1945)
- орден Трудового Червоного Прапора (5.03.1939)
- орден Червоної Зірки (31.12.1940)
- медалі